# Brădeanu
Brădeanu – wieś w Rumunii, w okręgu Buzău, w gminie Brădeanu. W 2011 roku liczyła 1129 mieszkańców.